# Tektoglif
Tektoglif – struktura ślizgowa stanowiąca formę urzeźbienia spowodowanego tarciem przyuskokowym. Wśród tektoglifów wyróżnia się dwa główne rodzaje form: wydłużone w kierunku osi ruchu – rysy tektoniczne, i wydłużone w poprzek tego kierunku – zadziory tektoniczne.